# Selección femenina de voleibol de China

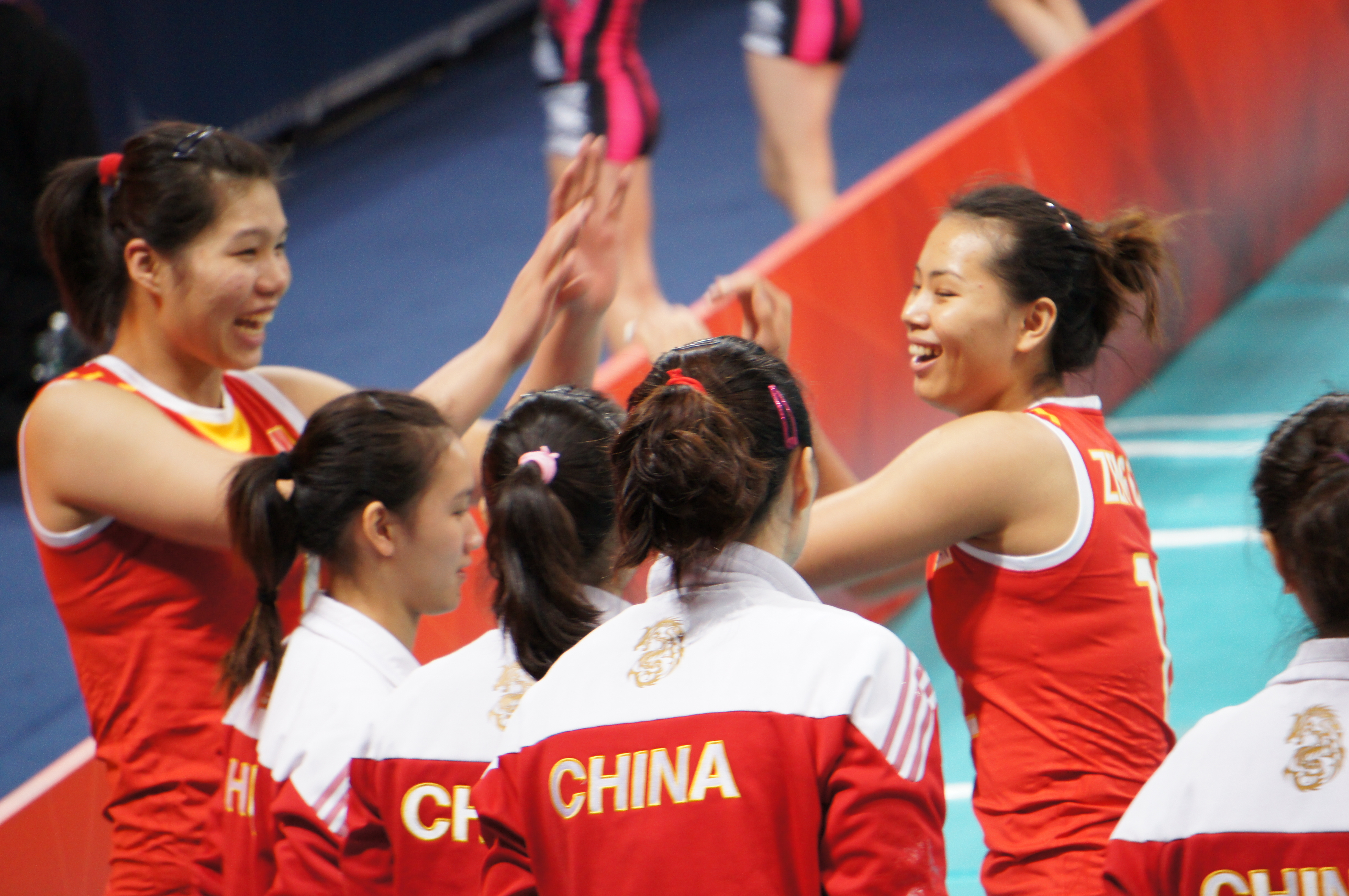
Equipo nacional de voleibol de China en los Juegos Olímpicos de Verano de 2012.

La selección femenina de voleibol de China es el equipo de voleibol que representa a la República Popular de China en las competiciones de selecciones nacionales femeninas. Es una de las potencias mundiales en la disciplina.
En los Juegos Olímpicos ha conseguido la medalla de oro en 1984, 2004 y en 2016 ganándole por 3 a 2 al anfitrión brasil en los cuartos de final y a Holanda y Serbia en las semifinales y final respectivamente, la plata en 1996, y el bronce en 1988 y 2008. Además ganó el Campeonato Mundial de 1982 y 1986, resultó segunda en 1990, 1998 y 2014, cuarta en 2002, quinta en 2006, y sexta en 1956 y 1978. 
La selección de China triunfó en el Grand Prix de 2003, fue segunda en 1993, 2001, 2002, 2007 y 2013, y tercera en 1994, 1999 y 2005. En la Liga de Naciones consiguió el tercer puesto en 2018. En la Copa Mundial ha conseguido el primer puesto en 1981, 1985 y 2003, el segundo en 1991 y el tercero en 1989, 1995 y 2011. En la Grand Champions Cup fue primera en 2001, segunda en 1993 y tercera en 2005.
La selección de China es la principal potencia del voleibol asiático. En los Juegos Asiáticos obtuvo siete oros, dos platas y un bronce. En el Campeonato Asiático fue 12 veces primera y tres veces segunda. En la Copa Asiática fue campeona en 2008, 2010 y 2014, y subcampeona en 2012.

## Equipo

### Lista actual
Entrenador: Lang Ping
| N.º | Nombre           | Fecha de nacimiento     | Pos.  | Altura | Peso  | Club 2019–20            |
| --- | ---------------- | ----------------------- | ----- | ------ | ----- | ----------------------- |
| 1   | Yuan Xinyue      | 21 de diciembre de 1996 | MB    | 2,01 m | 78 kg | Bayi Shenzhen           |
| 2   | Zhu Ting (C)     | 29 de noviembre de 1994 | OS    | 1,98 m | 78 kg | Tianjin Bohai Bank      |
| 4   | Yang Hanyu       | 23 de octubre de 1999   | MB    | 1,92 m | 72 kg | Shandong Sports Lottery |
| 6   | Gong Xiangyu     | 21 de abril de 1997     | OP    | 1,88 m | 67 kg | Jiangsu Zenith Steel    |
| 7   | Wang Yuanyuan    | 14 de julio de 1997     | MB    | 1,95 m | 75 kg | Tianjin Bohai Bank      |
| 8   | Zeng Chunlei     | 3 de noviembre de 1989  | OP    | 1,87 m | 69 kg | Beijing Baic Auto       |
| 9   | Zhang Changning  | 6 de noviembre de 1995  | OS/OP | 1,93 m | 80 kg | Jiangsu Zenith Steel    |
| 10  | Liu Xiaotong     | 16 de febrero de 1990   | OS    | 1,88 m | 80 kg | Beijing Baic Auto       |
| 11  | Yao Di           | 15 de agosto de 1992    | ST    | 1,82 m | 65 kg | Tianjin Bohai Bank      |
| 12  | Li Yingying      | 19 de febrero de 2000   | OS    | 1,95 m | 78 kg | Tianjin Bohai Bank      |
| 14  | Zheng Yixin      | 6 de mayo de 1995       | MB    | 1,87 m | 71 kg | Diamond Food            |
| 15  | Lin Li (L)       | 5 de julio de 1992      | LB    | 1,72 m | 65 kg | Guangdong Evergrande    |
| 16  | Ding Xia         | 13 de enero de 1990     | ST    | 1,80 m | 67 kg | Liaoning Seagull        |
| 17  | Yan Ni           | 2 de marzo de 1987      | MB    | 1,92 m | 74 kg | Liaoning Seagull        |
| 18  | Wang Mengjie (L) | 14 de noviembre de 1995 | LB    | 1,75 m | 65 kg | Shandong Sports Lottery |
| 19  | Liu Yanhan       | 19 de enero de 1993     | OH    | 1,88 m | 75 kg | Bayi Shenzhen           |